# Montory
Montory är en kommun i departementet Pyrénées-Atlantiques i regionen Nouvelle-Aquitaine i sydvästra Frankrike. Kommunen ligger i kantonen Tardets-Sorholus som tillhör arrondissementet Oloron-Sainte-Marie. År 2022 hade Montory 314 invånare.

## Befolkningsutveckling
Antalet invånare i kommunen Montory
| Referens: INSEE |